# Ankara (stacja kolejowa)
Ankara, tur. Ankara Garı - stacja kolejowa w Ankarze, w prowincji Ankara, w Turcji. Stacja posiada 8 peronów.
Obecny budynek został wybudowany w 1937 roku wedle projektu architekta Şekip Akalın w stylu Art déco.
10 października 2015 roku przy dworcu kolejowym doszło do zamachu, w którym zginęło co najmniej 128 osób, a 246 zostało rannych. To największy atak terrorystyczny w historii tureckiej.